# 一切始於一見鍾情
《一切始於一見鍾情》（英語：Love at First Sight）是2023年Netflix原創美國浪漫喜劇電影，由凡妮莎·卡斯威爾執導、凱蒂·洛夫喬伊（Katie Lovejoy）編劇。本電影改編自美國作家珍妮佛·E·史密斯於2011年出版的愛情小說《一見鍾情的統計機率》（The Statistical Probability of Love at First Sight）。領銜主演包括海莉·盧·理查森、班·哈迪、德克斯特·弗萊徹、羅伯·德萊尼、莎莉·菲利普斯以及賈米拉·賈米爾等人。本電影於2023年9月15日在Netflix首映。

## 劇情
芳齡20歲的美國女孩哈德莉（Hadley）即將前往倫敦參加父親與後母的婚禮，她卻因為遲到幾分鐘而趕不上班機；就讀耶魯大學的英國男孩奧利佛（Oliver）為了參加癌母的生前告別式而返回家鄉倫敦一趟。也許是命中註定，哈德莉在機場遇見了那位將在此生與她攜手相伴數十年的伴侶奧利佛。

## 演員及角色
| 演員                                | 角色                                    | 描述                                     |
| ----------------------------------- | --------------------------------------- | ---------------------------------------- |
| 海莉·盧·理查森                      | 哈德莉·艾拉·蘇利文 Hadley Ella Sullivan | 熱愛文學、就讀紐約大學的美國女孩。       |
| 班·哈迪                             | 奧利佛·馬丁·瓊斯 Oliver Martin Jones    | 熱愛數學、在耶魯大學攻讀統計的英國男孩。 |
| 羅伯·德萊尼                         | 安德魯·蘇利文 Andrew Sullivan           | 文學教授，哈德莉的父親。                 |
| 卡崔娜·奈爾 Katrina Nare            | 夏綠蒂 Charlotte                        | 安德魯的再婚妻子、哈德莉的繼母。         |
| 賈米拉·賈米爾                       | 神祕女子                                | 旁白，哈德莉與奧利佛的「邱比特」。       |
| 安德羅米達·戈弗雷 Andromeda Godfrey | 凱特·蘇利文 Cate Sullivan               | 安德魯的前妻、哈德莉的母親。             |
| 湯姆·泰勒                           | 路德·瓊斯 Luther Jones                  | DJ瓊西，奧利佛的胞弟。                   |
| 德克斯特·弗萊徹                     | 維爾·瓊斯 Val Jones                     | 奧利佛的父親。                           |
| 莎莉·菲利普斯                       | 泰莎·瓊斯 Tessa Jones                   | 奧利佛的母親，罹患肺癌。                 |

## 製作
本電影是Netflix與ACE娛樂公司合作拍攝的多部作品之一。此前，兩家公司已製作了電影《愛的過去進行式》系列三部曲（2018至2020年）、《初識與告別之間》（2022年）、電視劇《愛你的凱蒂》（2023年）。而《愛的過去進行式》三部曲的製作人麥特·卡普蘭也將擔任本電影的監製；《初識與告別之間》與本電影同樣改編自珍妮佛·E·史密斯的小說；《愛的過去進行式：真愛永遠》的編劇凱蒂·洛夫喬伊（Katie Lovejoy）也為本電影改寫劇本。
2020年11月，海莉·盧·理查森加入劇組並擔任執行製作人之一，本電影將由凡妮莎·卡斯威爾執導，凱蒂·洛夫喬伊擔綱編劇。劇情改編自2011年珍妮佛·E·史密斯出版的青年愛情文學小說《一見鍾情的統計機率》（The Statistical Probability of Love at First Sight）。2021年1月，班·哈迪、德克斯特·弗萊徹、羅伯·德萊尼、莎莉·菲利普斯以及賈米拉·賈米爾等人加入劇組。

### 拍攝
主體拍攝於2021年1月至2月期間進行。拍攝地點均於英國倫敦周圍取景，片頭稱兩位主角相遇的紐約約翰·甘迺迪國際機場實際上是在倫敦東北部的倫敦史坦斯特機場取景拍攝。

## 發行
2022年4月，Netflix買下本電影的全球播放權。2023年9月15日，本電影於Netflix全球同步首映。

## 大眾迴響
根据評論匯總网站爛番茄汇总的36篇评论文章，75%的评论家给予该作正面评价，平均打分为6分（满分10分）
在Metacritic上，根據11位影評人給予55分（滿分100分），這部電影獲得了「評價褒貶不一或一般」。

## 外部連結
- 在Netflix上觀看《一切始於一見鍾情》
- 互联网电影数据库（IMDb）上《一切始於一見鍾情》的资料（英文）
- 爛番茄上《一切始於一見鍾情》的資料（英文）
- Metacritic上《一切始於一見鍾情》的資料（英文）
- 豆瓣电影上《一切始於一見鍾情》的資料 （简体中文）